# Ceratomia hoffmanni
Ceratomia hoffmanni is een vlinder uit de familie van de pijlstaarten (Sphingidae). De wetenschappelijke naam van de soort werd in 1942 gepubliceerd door Mooser.